# Општина Пригорија (Горж)
Пригорија (рум. Prigoria) општина је у Румунији у округу Горж.
Oпштина се налази на надморској висини од 310 m.